# Artilleriewerk Follatères

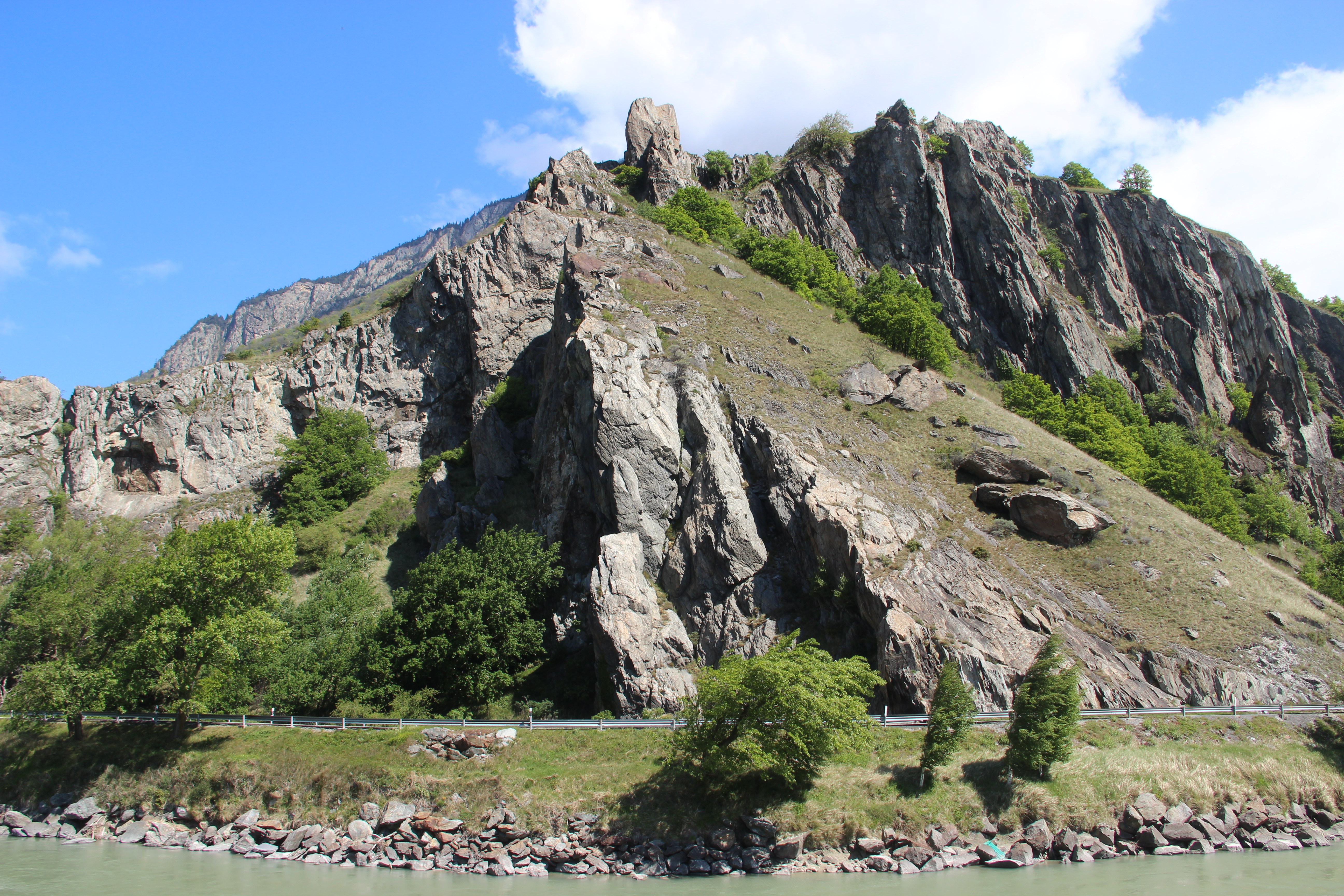
Scharten des Artilleriewerks

Das Artilleriewerk  Follatères (Armeebezeichnung A 66) ist ein ehemaliges Artilleriewerk im Festungsgebiet Saint-Maurice, das sich oberhalb des Rhoneknies auf dem Gemeindegebiet von Dorénaz und Fully im schweizerischen Kanton Wallis befindet.

## Artilleriewerk Follatères
Das Artilleriewerk gehörte zusammen mit Champex und Commeire zu den grossen Werken im Befestigungssystem der Region des Grossen Sankt Bernhard. Es schützte den gegenüberliegenden Zugang vom Grossen Sankt Bernhard ins Rhonetal bei Martigny und war mit zahlreichen Geschützen auf vier Ebenen ausgestattet.
Es hatte den Auftrag jeglichen feindlichen Vorstoss in die Rhoneebene und in Richtung Reduitbrigade 21 zu verhindern und den befestigten Raum von Saint-Maurice zwischen Chiètres und Follatères zu halten.
Das Felswerk liegt auf 550 m ü. M. etwa 100 Meter über dem Talboden und hat rund 50 Scharten. Das Werk war vom Talboden neben der Rhone mit einer Seilbahn erschlossen, mit einer Bergstation im Fels. Die Anlage war auf mehreren Stockwerken mit langen Verbindungsstollen gebaut.
Die Bewaffnung bestand aus vier 7,5 cm Kanonen mit Schussrichtung Martigny sowie zwei 10,5 cm Kanonen (Geschütze Nr. 11 und 12) auf Ständerlafette mit Schussfeld auf die Achse Grosser Sankt Bernhard und zwei 8,1-cm-Festungsminenwerfer 1956/60 A 0066 Schweizer Landeskoordinaten 571459 / 107990. Dazu kamen zahlreiche Geschützstände für Maschinengewehre und Panzerabwehrkanonen.
Neben der flankierenden Eingangsverteidigung konnte der Zugang zur Festung vom Infanteriewerk Crêtadon unter Feuer genommen werden. Rhoneabwärts hatten  die zwei Sperrstellen Vernayaz und Evionnaz den Gegner zwischen Follatères und Saint-Maurice aufzuhalten.
- Artilleriewerk Follatères A 66 ⊙

## Infanteriewerk Crêtadon
Das Infanteriewerk Crêtadon (Armeebezeichnung A 67) war als Zugangssicherung für das Artilleriewerk Follatères im Falle eines gegnerischen Vorstosses aus dem Raum Saint-Maurice erstellt worden. Das kleine Felswerk liegt rund 400 Meter rhoneabwärts bei Punkt 519 «Crêtadon» (Schweizer Landeskoordinaten 571 323/108 260).
- Infanteriewerk Crêtadon A 67 ⊙

## Sperrstelle Vernayaz

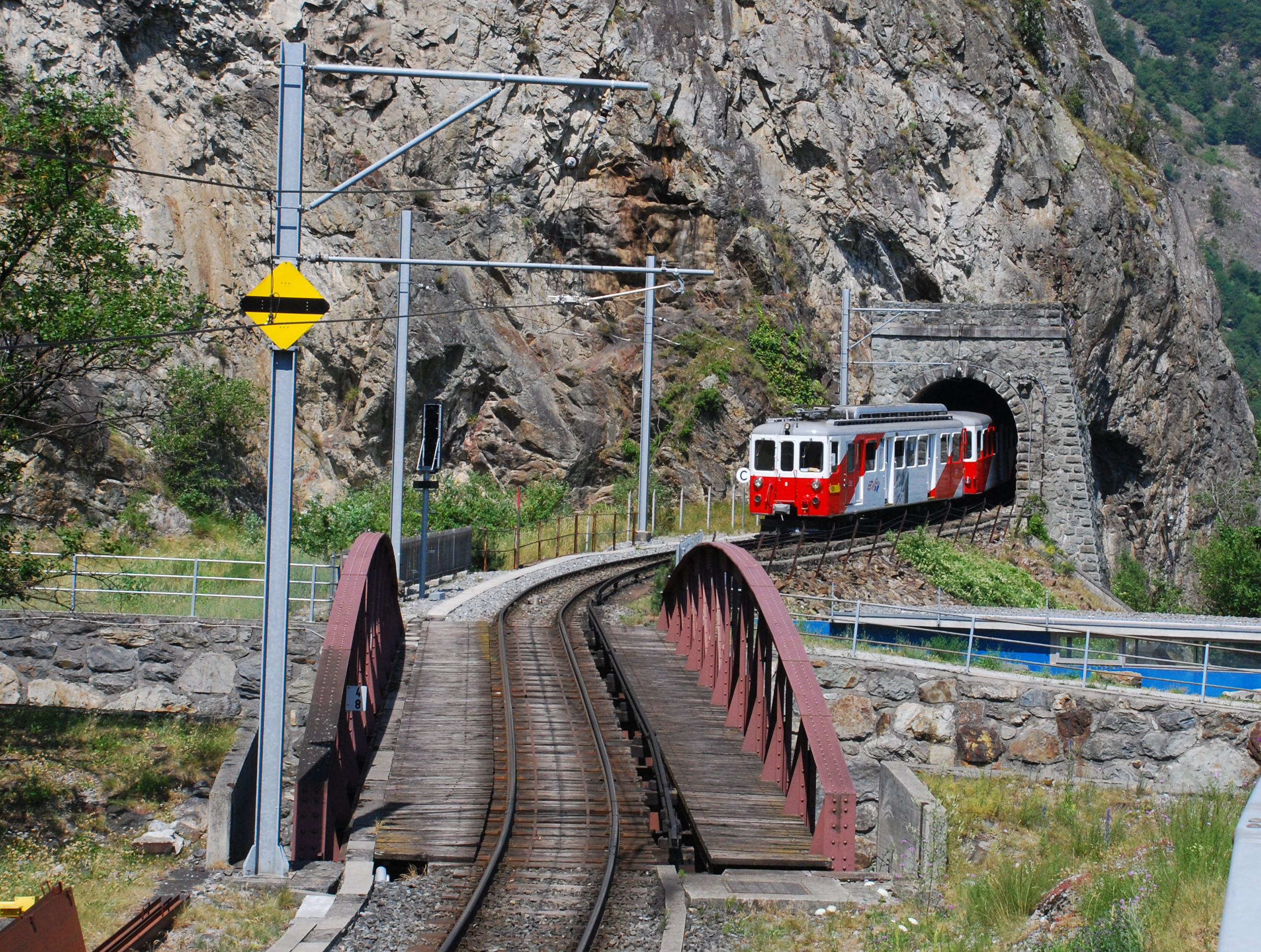
Scharte des Infanteriewerks Vernayaz

Das Infanteriewerk Vernayaz (Armeebezeichnung A 68/69) liegt am südlichen Gemeinderand von Vernayaz. Es ist in eine senkrechte Felswand gebaut. Mit ihren Geschützen hatte sie einen als Panzerhindernis ausgebauten Bachlauf sowie die Verkehrsverbindungen im Rhonetal zu schützen.
Der Personenzugang lag auf dem südlichen Ufer des Bachs, damit sich die Geschütze der dortigen Aussenverteidigung mit denjenigen des Werks gegenseitig Feuerschutz geben konnten. Für den Materialtransport verfügte das Werk über eine Seilbahn vom Eingang zu einer Scharte in der Felswand.
- Infanteriewerk Vernayaz A 68/69 ⊙

## Sperrstelle Evionnaz-Collonge

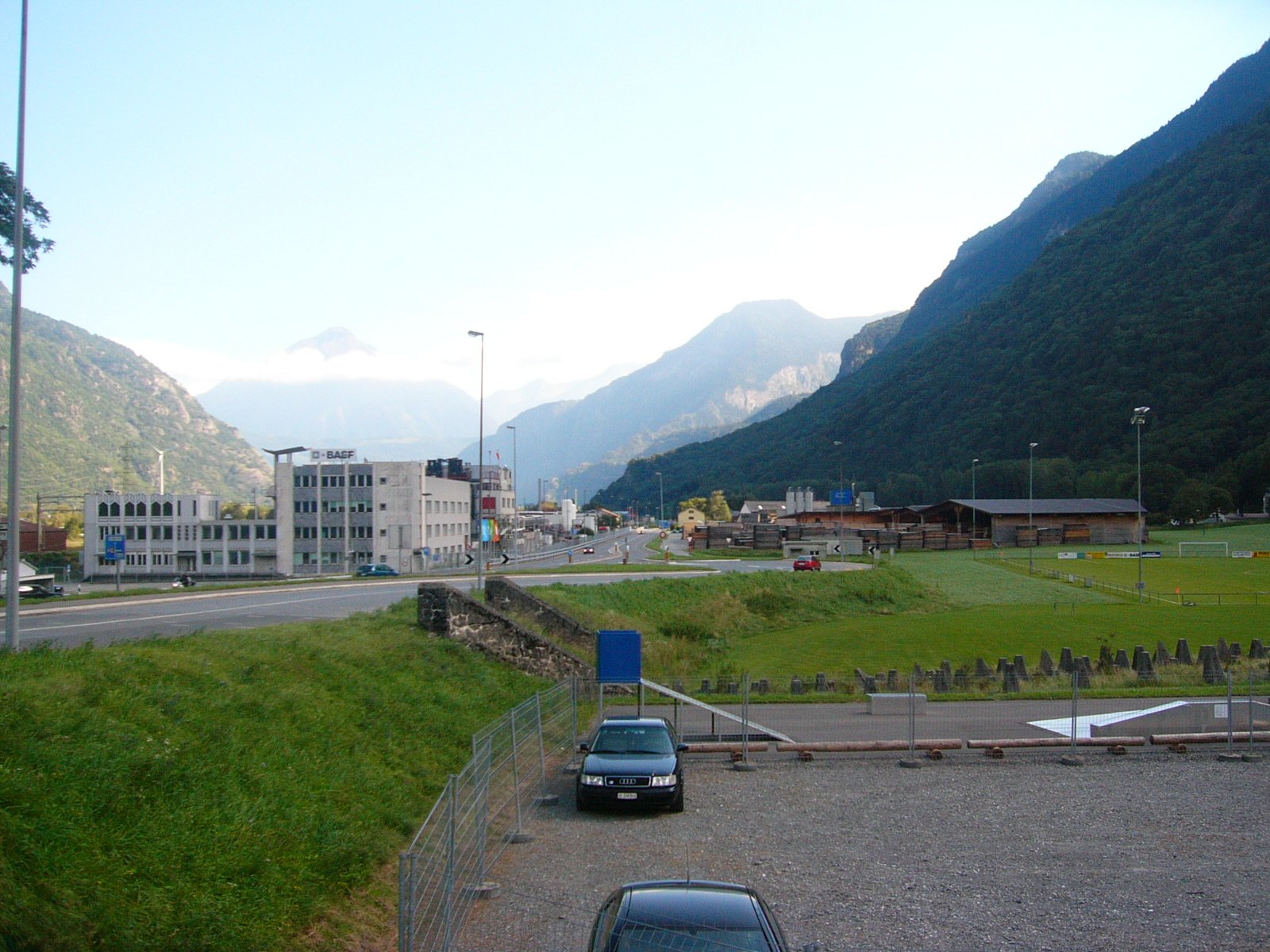
Geländepanzerhindernis Evionnaz

Die Sperrstelle bestand aus einem Geländepanzerhindernis (GPH), dem Infanteriefelswerk Evionnaz (Armeebezeichnung A 80), vier Infanteriewerken (A 82/83/85/86), einem Stand für Infrarotscheinwerfer und der Dufourschanze von 1848. Das Infanteriewerk A 83 befindet sich bei Punkt 569 039/113 969.
Der Schwemmkegel der Rhone bei Collonge, der sich quer durchs Rhonetal windet, bildet eine natürliche Sperre. Diese wurde mit einer künstlichen Sperre mit einem quer zum Rhonetal liegenden Höckerlinie als Panzerhindernis (GPH) und zehn Infanteriewerken und Unterständen, inklusive Integration der Dufourschanze von Evionnaz und der Werken aus dem Ersten Weltkrieg auf den Anhöhen von Collonges, ergänzt.
Das Hauptwerk A 80 befindet sich südlich des Dorfes Evionnaz in den Ausläufern des Tales.  Das auf drei Stockwerken angelegte Felsenwerk besteht aus 300 Meter Stollen, fünf Kampfständen mit 9-cm-Panzerabwehrkanonen 50/57, Maschinengewehren zur Nahverteidigung, Unterkünften und entsprechender Infrastruktur. Es wirkte auf das GPH zwischen Collonges und Evionnaz. Es wurde in den 1960er Jahren stark umgebaut.
Ideal für die Verteidigung ist die Tatsache, dass sich die Rhone aufgrund des Schwemmkegels von Collonges quer durchs Tal windet und eine natürliche Sperre bildet. Die künstliche Sperre besteht aus zehn Infanteriewerken und Unterständen und einem GPH. Die Anlage integriert auch die Dufourschanze von Evionnaz von 1848 sowie die Werke auf den Anhöhen von Collonges aus dem Ersten Weltkrieg. Das Hauptwerk, dessen erster Teil ab 1938 als passiver Luftschutz entworfen wurde, befindet sich südlich des Dorfes Evionnaz in den Ausläufern des Tals, in den 60er Jahren wurde es massiv umgebaut.
Quer zum Tal  sperrt diese Höckerlinie als Panzerhindernis gedeckt durch Panzerabwehrgeschützen den Talgrund, bis hinauf bis an die das Tal begrenzenden Felswände. Die Sperrstelle Evionnaz-Collonge gilt als militärhistorisches Denkmal von nationaler Bedeutung.
- Infanterie-Felsenwerk Evionnaz A 80 ⊙
- Infanteriewerk Evionnaz A 83 ⊙

## Naturschutzgebiet Les Follatères
Heute befindet sich das Artilleriewerk Follatères in einer Naturschutzzone. Das 5 km² grosse Gebiet von Les Follatères reicht von der Rhoneebene (450 m) bis auf die subalpine Ebene (1800 m) und gilt aufgrund seiner geographischen, geologischen und klimatischen (Atlantisches Klima des Unterwallis und Kontinentalklima des Zentralwallis) Lage und seiner einzigartigen natürlichen Biodiversität an der Kreuzung der inneralpinen Täler als Naturschutzgebiet von internationaler Bedeutung.